# Camille Mélinand
Camille Mélinand est un philosophe et psychologue français, né le 27 octobre 1865 à Avernes (Seine) et mort le 11 janvier 1951 à Paris 6e.

## Biographie

### Origines et formation
Né le 27 octobre 1865 à Avernes (Val-d'Oise) dans une famille bourgeoise, Adam Louis Camille Mélinand est élève d’Émile Boutroux au lycée Lakanal avant d’entrer à l’École normale supérieure (Paris) (promotion 1886 L) où il se spécialise en philosophie.

### Carrière
Philosophe néokantien, il devint professeur à l'École normale supérieure de Sèvres et à l’École normale supérieure de Saint-Cloud.
Il eut pour étudiant le futur homme politique Marceau Pivert ainsi que le futur écrivain Alain-Fournier, qu’il influença par ses analyses morales sur l’enfance, notamment lorsqu’il écrit :
« L’enfant vit dans un monde de rêves dont il est l’auteur […], donc il n’y a rien à créer : l’important c’est de ne pas détruire »
Dans diverses contributions à des revues intellectuelles françaises, comme la Revue des Deux Mondes, il s’est penché sur la question de savoir pourquoi les gens rient, rougissent, mentent ou s’apitoient. Il est à ce titre l’un des précurseurs de la psychologie appliquée. Ses réflexions sur le rire ont influencé l'ouvrage Le Rire de son collègue philosophe Henri Bergson.
Il publie aussi des ouvrages de vulgarisation philosophique.

### Vie privée
Camille Mélinand épouse Gabrielle Sophie Marie Blanche Gautier, de vingt-six ans sa cadette, future romancière sous divers pseudonymes. Ils deviennent les parents de la future comédienne Monique Mélinand (1916-2012), à la carrière de plus de quatre-vingts ans et qui a notamment été la dernière compagne du célèbre comédien et metteur en scène Louis Jouvet.

### Mort

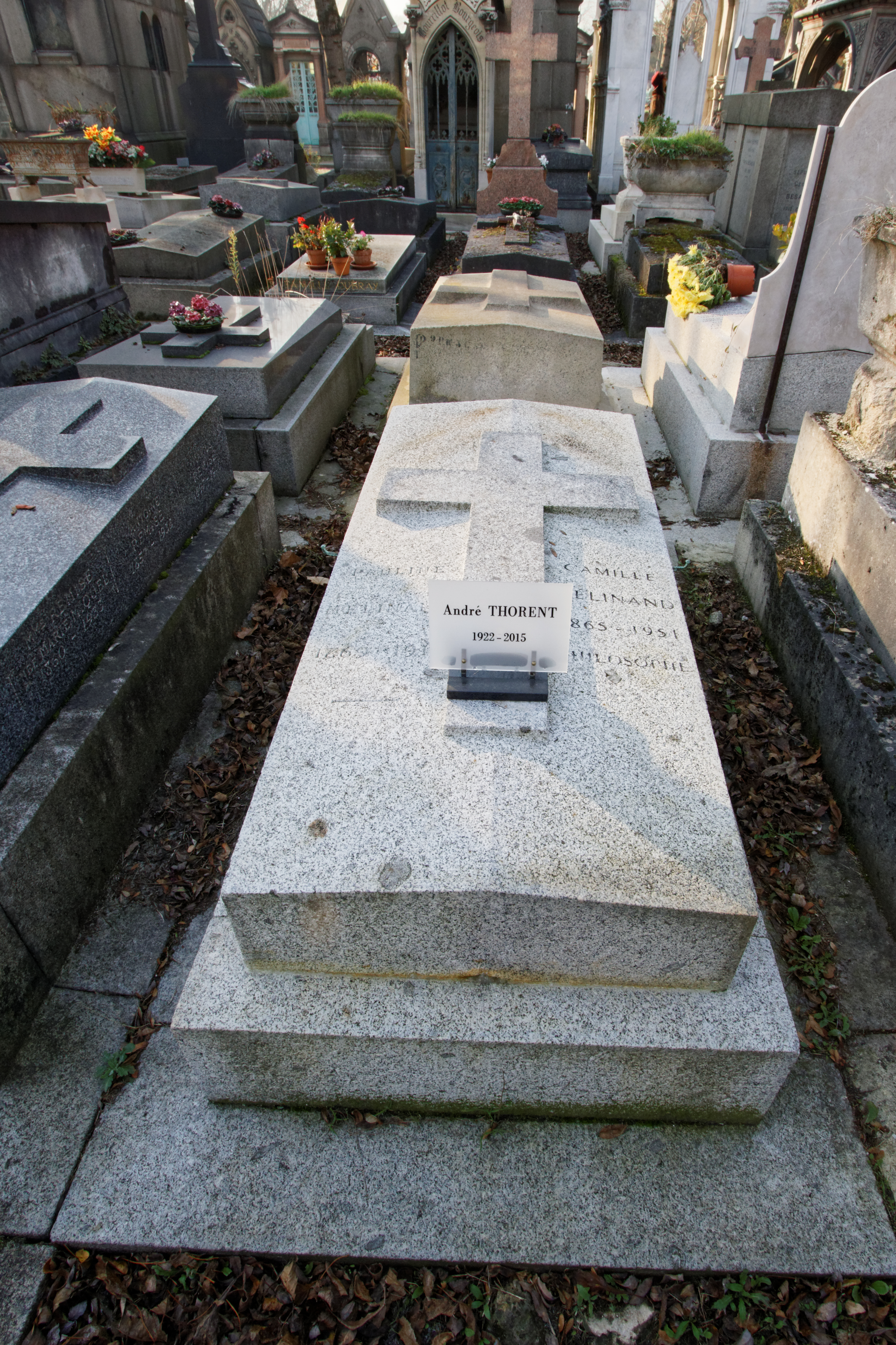
Tombe de Camille Mélinand au cimetière du Père-Lachaise (division 93).

Camille Mélinand meurt le 11 janvier 1951 à Paris, à l'âge de 85 ans. Il est enterré au cimetière du Père-Lachaise (division 93), situé dans la même ville. Le comédien André Thorent le rejoint dans cette même tombe à sa mort en 2015.